# 曹元深
曹 元深（そう げんしん、生没年不詳）は、五代十国時代の曹氏帰義軍節度使の三代目である。曹議金の子で曹元徳の弟になる。
後晋の天福7年（942年）12月、曹元深はホータン王国の使者とともに自国の使者を汴京に送り、皇帝石重貴に朝貢した。
天福8年（943年）正月庚寅、石重貴は沙州留後の曹元深に検校太傅に封じ、沙州帰義軍節度使に充てた。
開運3年（946年）、その弟の曹元忠が後を継いだ。